# أيثمار رومانوس
أيثمار شليطا رومانوس (من مواليد 10 مايو 1999) هي لاعبة كرة قدم لبنانية تلعب كمدافعة لنادي إيليفين برو اللبناني.

## مهنة النادي
بدأت اللعب لأول مرة كرة القدم على مستوى الشباب في نادي أتلتيكو. في عام 2015، عندما كانت في سن الرابعة عشر، انضمت إلى أكاديمية البنات، وظهرت لأول مرة في الدوري اللبناني للسيدات. لعبت مع أندية تحت 17 عاما وتحت 19 عاما مع نادي أوشبيريتوس، قبل الانضمام إلى أيليفين برو في عام 2019.

## مهنة دولية
مثلت لبنان لأول مرة دوليًا مع منتخل تحت 17 عامًا في كأس العرب للسيدات تحت 17 سنة 2015، والتي فاز بها المنتخب. ظهرت مع الفريق الأول في عام 2019، حيث لعبت في تصفيات آسيا الأولمبية للسيدات 2020 وبطولة اتحاد غرب آسيا للسيدات 2019.

## الإنجازات
لبنان تحت 17 سنة
- الكأس العربية للسيدات تحت 17 سنة: 2015

لبنان
- بطولة اتحاد غرب آسيا للسيدات المركز الثالث: 2019

## روابط خارجية
- أيثمار رومانوس على موقع أف آي لبنان (FA Lebanon)